# Olivier Hanlan
Olivier Hanlan (nascido em 15 de fevereiro de 1993) é um basquetebolista profissional canadense que atualmente joga pelo Austin Spurs, da NBA G League. Ele jogou basquete universitário pelo Boston College Eagles da Divisão 1 da NCAA e foi o primeiro jogador do Boston College desde Troy Bell a ganhar as honras de estreante do ano da conferência.

## Carreira no ensino médio
Hanlan cursou o seu segundo e terceiro ano na New Hampton School, em Nova Hampshire. Ele ganhou as honras de primeiro time geral da NEPSAC na classe AAA em seu terceiro ano.

### Recrutamento por universidades
Hanlan também recebeu ofertas de Dayton, Iowa, Northeastern, Notre Dame, Rice, TCU, Virginia e Virginia Tech.

## Carreira na universidade

### Temporada como calouro (2012-2013)
Como calouro, Hanlan jogou todos os 33 jogos. Ele chegou com a maioria dos jogadores sendo calouros ou estando no segundo ano. Durante sua temporada como calouro, ele marcou uma média de 15,4 pontos por jogo e levou sua equipe para as quartas de final no torneio masculino da ACC de 2013. O primeiro jogo de destaque de Hanlan como calouro foi no dia 21 de novembro de 2012, contra o Auburn, no qual ele tinha 19 pontos e converteu o ponto vencedor do jogo, em uma vitória de 50-49 para os Eagles. Depois desse jogo, Hanlan manteve uma consistência, incluindo a marcação de 17 pontos, contra o Miami, 22 contra o UNC, e 20 contra o Duke. No entanto, ele perdeu um lance livre contra o Miami, que teria feito com que o jogo fosse para a prorrogação, e errou um arremesso que teria ganhado o jogo contra o Duke. A partir de meados de fevereiro até o final da temporada, Hanlan marcou mais de 12 pontos em cada jogo. O seu segundo jogo de destaque foi em 19 de Fevereiro de 2013, contra Maryland, no qual ele marcou um recorde em sua carreira, com 26 pontos na vitória de 69-58 para os Eagles. Hanlan então definiu um recorde entre os calouros no Torneio de Basquetebol da ACC, com 41 pontos contra o Georgia Tech em 14 de Março de 2013, no qual os Eagles venceram de 84-64. Hanlan então ganhou o prêmio de Estreante do Ano da ACC.

### Estatísticas
| Faculdade      | Ano     | GP | MIN  | SPG | BPG | RPG | APG | PPG  | FG%  | PÉS% | 3P%  |
| -------------- | ------- | -- | ---- | --- | --- | --- | --- | ---- | ---- | ---- | ---- |
| Boston College | 2012-13 | 33 | 34.2 | 1.2 | 0.1 | 4.2 | 2.3 | 15.4 | .457 | .750 | .394 |

## Carreira profissional

### Žalgiris Kaunas (2015-2016)
Em 8 de agosto de 2015, Hanlan assinou um contrato de um ano (com a opção de um segundo), com o time lituanoŽalgiris Kaunas.

### Le Mans Sarthe Basket (2016-2017)
Em 2 de agosto de 2016, Hanlan juntou-se ao Le Mans Sarthe Basket da LNB Pro A.

### Austin Spurs (2017—presente)
Em 2 de novembro de 2017, Hanlan foi incluído no elenco da noite de abertura de 2017-18 para o Austin Spurs.

### Direito da NBA
Em 25 de junho de 2015, Hanlan foi selecionado como a 42ª escolha geral no Draft da NBA de 2015 pelo Utah Jazz. Mais tarde, ele se juntou ao Jazz para a 2015 Summer League da NBA, onde teve uma média de 4,1 pontos e 2,6 rebotes em oito jogos.
Em 5 de julho de 2016, o San Antonio Spurs trocou o direito de Hanlan por Boris Diaw e uma escolha do 2º round no Draft da NBA de 2022.

## Carreira na seleção nacional
Hanlan foi membro da seleção Canadense Sub-19 que competiu na Letónia no Campeonato Mundial da FIBA de 2011. Ele também foi um dos membros da seleção sub-17 que terminou em terceiro no Campeonato Mundial da FIBA de 2010, na Alemanha. Hanlan liderou seu time na conquista da medalha de bronze no jogo contra a Lituânia, com 15 pontos, 4 assistências e 5 rebotes.. Em agosto de 2017, Hanlan foi membro da seleção sênior Canadense, que competiu na Copa América de Basquetebol Masculino de 2017. Hanlan foi o artilheiro da equipe com 10 pontos, três rebotes e três assistências em uma derrota para as Ilhas Virgens. Em seguida, em novembro de 2017, Hanlan foi membro da seleção sênior Canadense que competiu nas eliminatórias para o Campeonato Mundial de Basquetebol Masculino de 2019.